# Цыцзи
Фонд «Цыцзи» — международная буддистская гуманитарная неправительственная организация со специальным консультативным статусом при Экономическом и Социальном Совете ООН.
«Цыцзи» осуществляет свою миссию через международную сеть добровольцев. Они легко узнаваемы по сине-белым мундирам, часто называемым волонтёрами как «Голубое небо, белые облака», поэтому спасателей «Цыцзи» часто называют «голубыми ангелами» по цвету их униформы.
Работа фонда «Цыцзи» состоит из четырёх направлений, в том числе и главного — благотворительной деятельности. Их работа также направлена на содействие вегетарианству и обращение внимания общественности на разнообразные мировые проблемы и на охрану окружающей среды.
«Цыцзи» имеет несколько подразделений, среди которых Международная медицинская ассоциация Цыцзи, состоящая из профессиональных медицинских работников, которые выезжают за границу, чтобы предложить свои услуги в бедных общинах, не имеющих доступа к медицинской помощи и во время стихийных бедствий. 
Будучи некоммерческой организацией, «Цыцзи» построила много больниц и школ по всему миру, в том числе сеть медицинских учреждений в Тайване и систему образования, от детского сада до университета и медицинской школы. Благодаря помощи этой организации были реконструированы школы, разрушенные во время землетрясений в Иране, Китае и на Гаити.
Фонд «Цыцзи» был основан буддистской монахиней Чжэн Янь 14 мая 1966 года в городе Хуалянь на Тайване. «Цыцзи» начинал свою деятельность как группа, состоящая из тридцати домохозяек, которые жертвовали каждый день небольшую сумму денег на благотворительность. В настоящее время в фонде насчитывается около 800 сотрудников. Они работают с сетью из двух миллионов волонтёров в 47 странах мира.